# Ambros Stierlin
P. Ambros Franz Stierlin (* 21. April 1767 in Säckingen; † 21. September 1806 im Kloster Mariastein) war ein Schweizer Benediktinermönch, Stiftskapellmeister, Komponist und Organist des Klosters Mariastein.

## Leben
P. Ambros (Franz) Stierlin wurde in Säckingen als Sohn des Ratsherrn Franz Stierlin geboren. Er studierte in Mariastein und legte am 1. November 1789 seine Profess ab. Am 19. Juni 1791 wurde er zum Priester geweiht. Danach war er als Professor für Philosophie und Theologie an der hauseigenen theologischen Schule tätig.
Sein eigentliches Tätigkeitsfeld war aber die Musik, wo er als Stiftskapellmeister, Organist und Komponist das musikalische Leben des Mariasteiner Konvents am Ende des 18. Jahrhunderts prägte. Ein besonderes Verdienst erwarb sich P. Ambros Stierlin dadurch, dass er die damals noch mehrheitlich unbekannten Werke von Wolfgang Amadeus Mozart und Joseph Haydn in Abschriften und Frühdrucken in Mariastein einführte und so zu einer ungewöhnlich frühen Rezeption der Werke der sogenannten „Wiener Klassik“ beitrug.
Beim Einfall der französischen Revolutionstruppen 1798 kehrte P. Ambros nach Säckingen zurück. Die weitere Exilstation war das Kloster St. Märgen im Schwarzwald. Am 6. Juni 1804 kehrte P. Ambros Stierlin nach Mariastein zurück und übernahm die Leitung der im Pilgerwirtshaus eröffneten Schule für die Kinder der Umgebung. P. Ambros starb am 21. September 1806.

## Werke
Im Catalogus Musici Chori Beinwilensis ad Petram B. M. Virginis von 1816 sind 106 zumeist geistliche Werke aufgeführt; davon sind in der Musiksammlung des Benediktinerklosters Mariastein heute noch deren 78 überliefert (Auswahl):
- Symphonie d’un clavecin ou Orgue avec Deux Violons Viole et Basse composée par Fr. Ambroise Stierlin, op. 14, (1789)
- Responsoria pro matutinis tenebrarum à Canto & Alto, Tenore & Basso, Organo cum Violoncello obligato (1791)
- op. 1: Missae (1793), enthält Werke für vier Singstimmen, Streicher und Orgel: Messe (d-moll) / Messe (C-Dur) / Messe (F-Dur) / Messe (G-Dur) / Messe (B-Dur) / Messe (C-Dur) / Messe (D-Dur) / Hymnen (Gertrudis arca numinis, Avete solitudinis claustrique mites incolae, Veni sancte spiritus reple) / 13 Marianische Antiphonen (Alma redemptoris mater, Ave regina caelorum ave domina angelorum, Regina caeli laetare alleluia, Salve regina mater misericordiae) / 25 Magnificat-Vertonungen
- Messen für 3 Singstimmen, Chor und Orgel
- Sonaten für Violine und Klavier